# Javier Casis
Francisco Javier Casis Arín (Logroño, 1941) es un escritor español.

## Biografía
Javier Casis Arín nació en Logroño (La Rioja) en 1941. Ha desempeñado diversos cargos en la Administración, la empresa pública y la privada y ha colaborado en varios medios de difusión. Desde que se retiró ha escrito y publicado varios libros de relatos y novelas.
Toda su literatura está íntimamente relacionada con el cine, al que considera su mayor fuente de inspiración. Es un apasionado de los libros antiguos, las librerías de viejo, las acotaciones autógrafas, las ediciones raras y sobre todo de la literatura inglesa del siglo XIX. También es un estudioso de la figura de Sherlock Holmes, a quien considera un personaje mágico que puso el broche de oro a la literatura victoriana y del que ha escrito varias novelas pastiche.
En 1997 publicó su primera colección de relatos, El encuadernador nocturno. En ella presenta muchos de los personajes a los que se mantendrá fiel en sus siguientes libros. La siguen El coleccionista de secretos (1999), El archivo de un soñador (2000) e Historias del laberinto (2007). Casis desarrolla su particular estilo con enigmáticos cuentos inspirados en la mencionada narrativa británica. Sus inquietantes personajes se mueven entre librerías de viejo, relojes antiguos, muebles de época, mesas de billar estilo Imperio y objetos de coleccionista.
Publicó su primera novela en 2003, El cazador encantado, donde un joven filólogo aficionado a la novela policíaca, va a visitar al autor que será objeto de su tesis doctoral. Casis se vale de su experiencia como antiguo miembro del Cuerpo Técnico de Correos y posteriormente director de Caja Postal para urdir su segunda novela, Cartas muertas (2005), donde tres cartas que aparentemente no tienen nada en común, firmadas por José Zorrilla, Lytton Strachey y Ángel Ganivet, aparecen de improviso en el mercado anticuario de Madrid sin que los expertos puedan explicarse su procedencia. En Un ático en Westcliff (2010), Casis novela las intrigas de un escritor de éxito en el dique seco y rinde homenaje a la literatura victoriana retratando el mundillo editorial, umbrías trastiendas fruto de la bibliofilia y hasta detalles de la vida íntima de los escritores que venera, como Henry James y Oscar Wilde. 
Desde 2011, el pastiche holmesiano también ha formado parte de la literatura de Casis. En la novela Holmes & Watson 1903-1904 (2011) narra una nueva historia de Sherlock Holmes retomando la acción justo donde su creador lo abandonó en sus últimos relatos. Los cuadernos secretos de Sherlock Holmes (2013) presenta ocho nuevas aventuras del detective y en Regreso a Baskerville Hall (2014) se reabre el caso de El sabueso de los Baskerville casi dos décadas después de la primera visita a la mansión.
También ha participado en las antologías de relatos Historias para catar (2007) y Las musas de Rorschach (2008).
Actualmente reside en Logroño y se dedica a su faceta de bibliófilo y escritor.

### Libros de relatos
- El encuadernador nocturno (1997)
- El coleccionista de secretos (1999)
- El archivo de un soñador (2000)
- Historias del laberinto (2007)

### Novelas
- El cazador encantado (2003)
- Cartas muertas (2005)
- Un ático en Westcliff (2010)
- Holmes & Watson 1903-1904 (2011)
- Los cuadernos secretos de Sherlock Holmes (2013)
- Regreso a Baskerville Hall (2014)
- 71 días. Una aventura de Sherlock Holmes (2019)

### Obras colectivas
- Historias para catar (2007)
- Las musas de Rorschach (2008)